# Hylodes fredi
Hylodes fredi es una especie de anfibio anuro de la familia Hylodidae.

## Distribución geográfica
Esta especie es endémica de Ilha Grande en el estado de Río de Janeiro, Brasil.

## Descripción
Los 19 especímenes de machos adultos observados en la descripción original miden entre los 32.8 mm y 36.7 mm de longitud estándar y los 9 especímenes de hembras adultas observadas en la descripción original tienen una longitud estándar  entre los 31.7 mm y 37.5 mm.

## Etimología
Esta especie lleva el nombre en honor a Carlos Frederico Duarte da Rocha.

## Publicación original
- Canedo & Pombal, 2007 : Two new species of torrent frog of the genus Hylodes (Anura, Hylodidae) with nuptial thumb tubercles. Herpetologica, vol. 63, n.º 2, p. 224-235[6]